# Pezzolo Valle Uzzone
Pezzolo Valle Uzzone é uma comuna italiana da região do Piemonte, província de Cuneo, com cerca de 370 habitantes. Estende-se por uma área de 27 km², tendo uma densidade populacional de 14 hab/km². Faz fronteira com Bergolo, Castelletto Uzzone, Cortemilia, Levice, Piana Crixia (SV), Serole (AT).

## Demografia
| Variação demográfica do município entre 1861 e 2011                               |
|                                                                                   |
| Fonte: Istituto Nazionale di Statistica (ISTAT) - Elaboração gráfica da Wikipedia |